# しりとり王国
『しりとり王国』（英: SIRITORI・O-KOKU）は、日本のNHK教育テレビ「プチプチ・アニメ」で2007年から放送されている1話5分の人形アニメである。2009年4月現在、3話製作されている。プチプチ・アニメでは初のハイビジョン制作。コミカルなストーリーの中で登場する動物がしりとりで繋がっているのが特徴で、次にどんな動物が登場するのかを想像しながら見るのが楽しみの1つ。

## スタッフ
- アニメーション：まろとスージー
- 音楽：峯岸信太郎
- 制作・著作：NHK

## 各話リスト
最初に登場する動物がサブタイトルとなっている。また、1,3話は最後に登場する動物と最初に登場する動物をしりとりで繋ぐ事が出来る。
| 話数 | サブタイトル | しりとりの繋がり                                                                                  |
| ---- | ------------ | ------------------------------------------------------------------------------------------------- |
| 1    | こぶた       | こブタ→タヌキ→キツネ→ネコ （童謡「こぶたぬきつねこ」 （作詞、作曲：山本直純）の流れをとったもの） |
| 2    | くじら       | クジラ→ラッコ→コアラ→ラクダ →だっこ→こども（鳥の卵だった）                                        |
| 3    | うし         | ウシ→シカ→カタツムリ→リス→スズメ →メガネグマ→マントヒヒ→ヒョウ                                    |